# Емпајер (Џорџија)
Емпајер (енгл. Empire) насељено је место без административног статуса у америчкој савезној држави Џорџија.

## Демографија
По попису из 2010. године број становника је 393.
| Група             | 2000.    | 2010.       |
| Белци             | 0 (0,0%) | 327 (83,2%) |
| Афроамериканци    | 0 (0,0%) | 61 (15,5%)  |
| Азијати           | 0 (0,0%) | 1 (0,3%)    |
| Хиспаноамериканци | 0 (0,0%) | 3 (0,8%)    |
| Укупно            | 0        | 393         |